# Albignasego
Albignasego – miejscowość i gmina we Włoszech, w regionie Wenecja Euganejska, w prowincji Padwa.
Według danych na rok 2004 gminę zamieszkiwało 18 767 osób, 938,4 os./km².